# Vitória Lima

Maria das Vitórias de Lima Rocha, Vitória Lima,  (Recife, 1946) é uma escritora, jornalista e poetisa pernambucana, radicada na Paraíba. Autora dos livros Fúcsia (2007) e Anos Bissextos (1997), é considerada uma das maiores escritoras da cena cultural de João Pessoa. Vitória Lima também é responsável pela criação do bloco de carnaval As Muriçocas do Miramar. Vitória Lima possui o título de Cidadã Pessoense  concedido pela câmara de vereadores de João Pessoa.

## Biografia
Nascida em Recife, Vitória Lima veio morar em Campina Grande aos 4 anos, quando seus pais se deslocaram para a Paraíba. Em 1969, concluiu a graduação em Letras pela Universidade Federal da Paraíba, onde passou a lecionar como professora Professora de Literatura em Língua Inglesa de 1970 até 1992. Foi organizadora do I Seminário de Mulheres e Literatura ocorrido na Universidade Federal da Paraíba, em 1987. Vitória Lima também é formada pela Universidade de Denver Colorado, onde concluiu o mestrado em inglês e na Shakespeare Institute, Universidade de Birmingham, onde graduou-se em Estudos Shakespeareanos.
Também é conhecida por, junto com Antônio Gualberto, também professor universitário, fundar o bloco de carnaval Muriçocas de Miramar, que atua durante as prévias carnavalescas em João Pessoa e é tido como o maior bloco de arrasto pré-carnavalesco do mundo. A criação do bloco surgiu como uma comemoração para o aniversário de seu filho, Thiago Gualberto, em 1986. Atualmente, Vitória colabora no jornal A União como articulista, onde contribui com o suplemento litérario Correio das Artes, e é integrante do Conselho Estadual de Cultura.

## Obra
A obra de Vitória é considerada um fragmento da sua vida. São temáticas recorrentes a  passagem do tempo, o ser mulher; o mundo feminino; morte; experiências pessoais e um olhar sensível, metalinguístico e introspectivo sobre a vida. Seus textos muitas vezes trasitam entre o aforrismo e o haikai. Seu livro Fúcsia (2007) traz reflexões sobre o cotidiano enquanto Anos Bissexetos (1997) apresenta um olhar perante a vida depois de um luto, dada a morte de seu filho um ano antes da publicação.

## Lista de Obras

### Poesia
1. Anos Bissextos, João Pessoa: Editora A União, 1997
2. Fúcsia, João Pessoa: Editora Linha D´Agua, 2007.

### Participação em Antologias
1. Nordestes, Fundação Joaquim Nabuco/SESC São Paulo (SP), 1999.
2. Estação Recife, Coletânea Poética 3, Prefeitura do Recife (PE), 2004.
3. Autores Paraibanos – Poesia, João Pessoa: Editora Grafset, 2005.
4. Imagem Passa Palavra – Poesia – Faculdade de Belas Artes, Universidade do Porto (PT), 2004. Coletânea Antônio Maria de Crônicas, vol. 1, Prefeitura do Recife, 2010.